# Blattläuse
Die Blattläuse oder Aphidoidea gehören zu den Pflanzenläusen (Sternorrhyncha). Sie leben seit etwa 200 Millionen Jahren auf der Erde. Von den 5000 bekannten Arten kommen in Mitteleuropa etwa 800 vor, davon 708 auch in Deutschland. Alle Blattläuse ernähren sich von Pflanzensaft. Eine Reihe von Arten gelten als Schädlinge von Nutz- oder Zierpflanzen.

## Merkmale
Blattläuse sind kleine Insekten von wenigen Millimetern Größe, einige Arten erreichen eine Körperlänge von bis zu 7 Millimetern. Als Pflanzensauger sind die Tiere mit einem Stechrüssel ausgestattet. Bei den meisten Arten überwiegen ungeflügelte Formen, es kommen aber im Generationswechsel auch geflügelte Formen vor, die dann vor allem der Verbreitung und dem Wirtswechsel dienen. Massenvermehrung durch Jungfernzeugung (Parthenogenese) ist weit verbreitet.

## Ernährung
Blattläuse stechen mit den als Saugrüssel ausgebildeten Mundwerkzeugen gezielt Leitbündel der Wirtspflanze an und saugen daraus Phloemsaft. Davon nehmen sie in erster Linie die enthaltenen Aminosäuren auf; der überwiegende Teil dieses an Kohlenhydraten reichen Safts wird als zuckerhaltiger Honigtau wieder ausgeschieden und lockt dann andere Insekten sowie Wirbeltiere an und dient Schwärze- und Rußtaupilzen als Nährmedium.

## Fortpflanzung

Holozyklische Generationsfolge der Buchenblattlaus in Mitteldeutschland

Bei den meisten Arten wechselt sich eine geschlechtliche Generation (aus Männchen und Weibchen) ab mit mehreren (bis zu vierzig) aufeinanderfolgenden  Generationen mittels Jungfernzeugung (Parthenogenese) erzeugter Weibchen, was als Holozyklus bezeichnet wird. Bei vielen Arten ist aber die geschlechtliche Fortpflanzung verloren gegangen (sog. Anholozyklus); es werden nur parthenogenetische Weibchen gebildet. Die Geschlechtstiere legen Eier ab, während die parthenogenetischen Generationen immer lebendgebärend (vivipar) sind. Nur bei zwei Familien wird von dieser Regel abgewichen. Je nach Umweltbedingungen werden, nach in der Regel vier Nymphenstadien, ungeflügelte oder geflügelte Nachkommen produziert. Letzteres geschieht zum Beispiel bei Überbevölkerung an einem Ort. Etwa zehn Prozent der Blattlausarten sind wirtswechselnd, d. h. verschiedene Generationen leben auf unterschiedlichen Pflanzenarten. Bei diesen Arten erfolgt der Wechsel ebenfalls durch geflügelte Tiere.

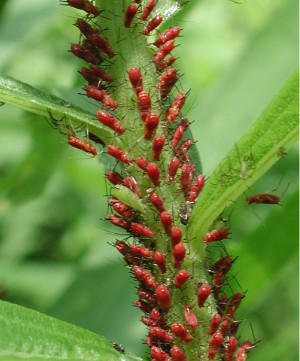
Uroleucon nigrotuberculatum auf einer Goldrute

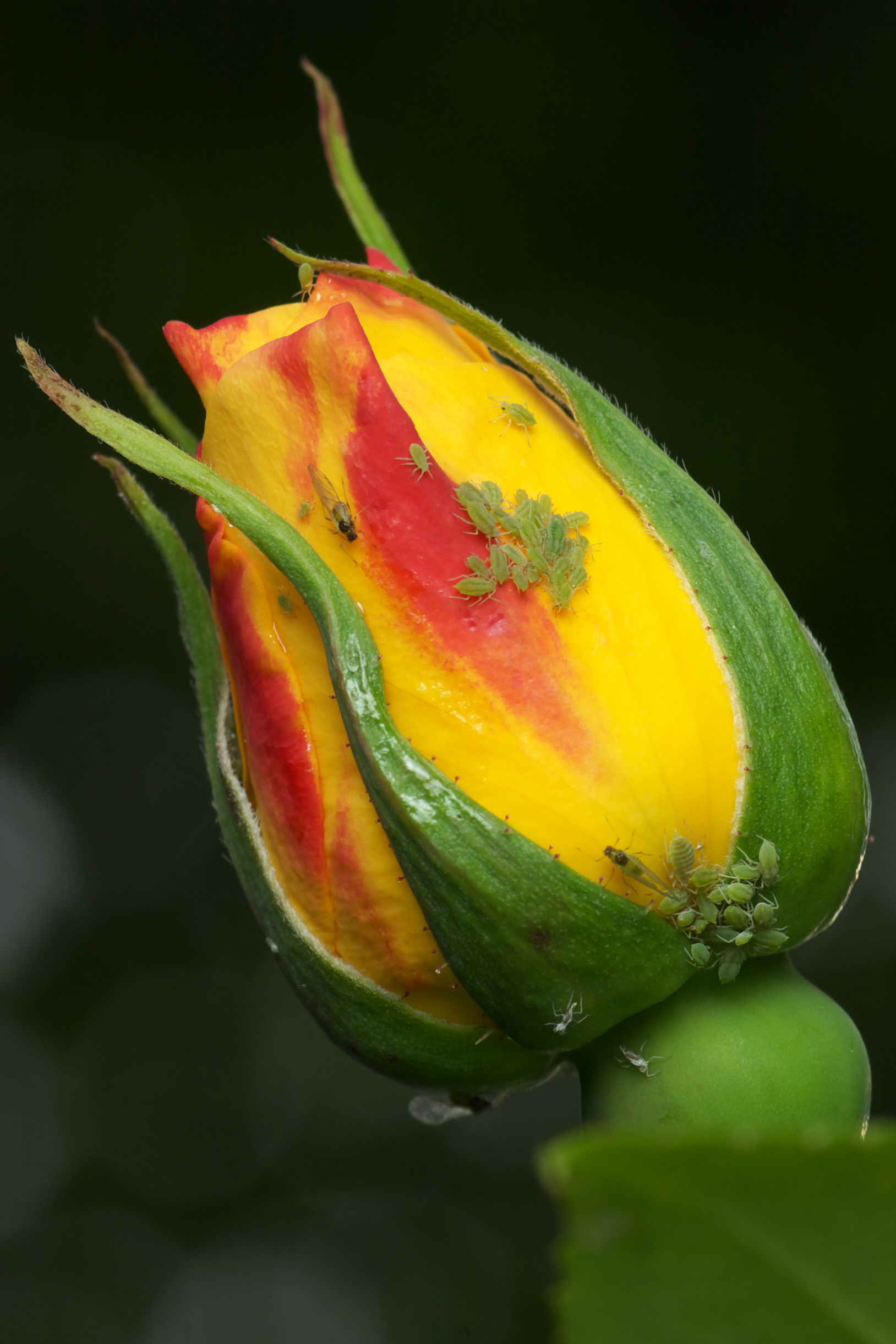
Blattläuse befallen eine Rose

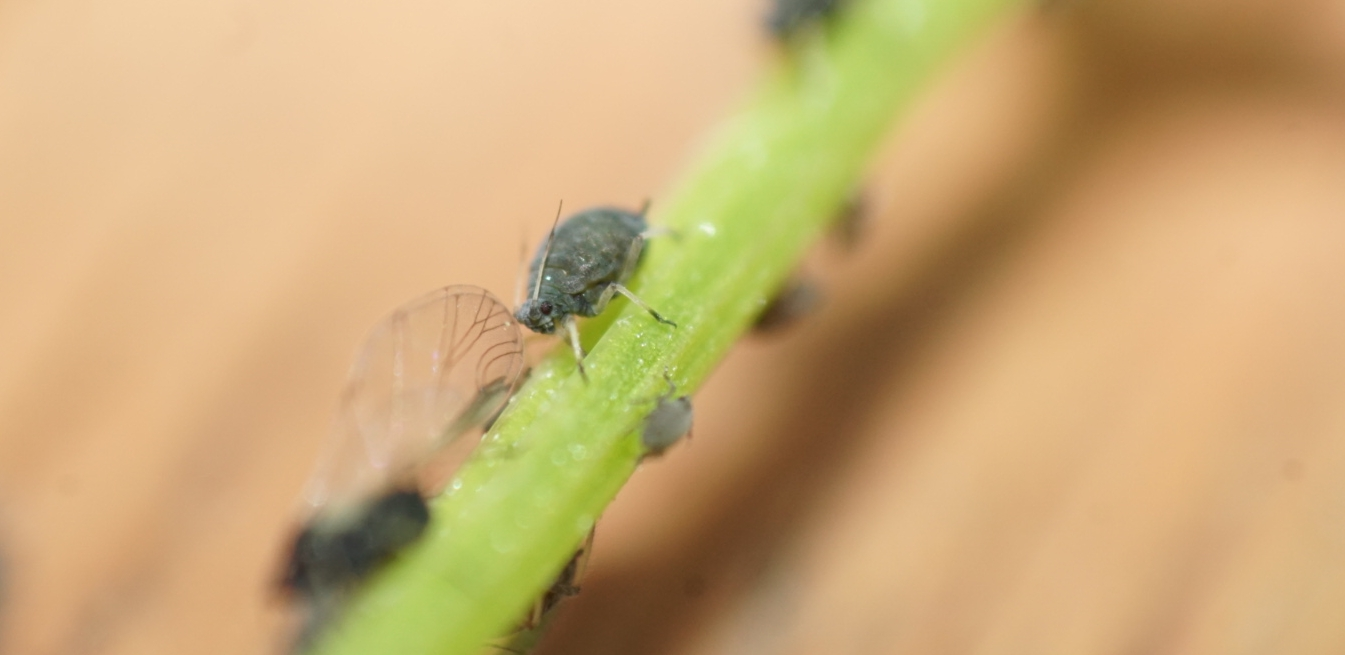
Blattlaus auf einem Stängel

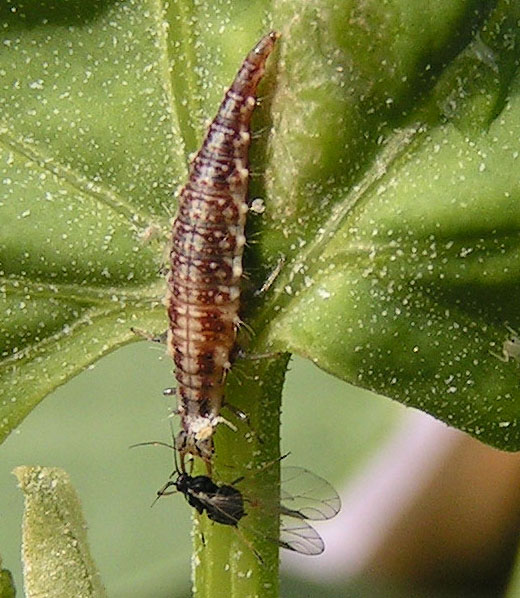
Larve der Florfliege (Chrysoperla carnea) erbeutet eine geflügelte Blattlaus

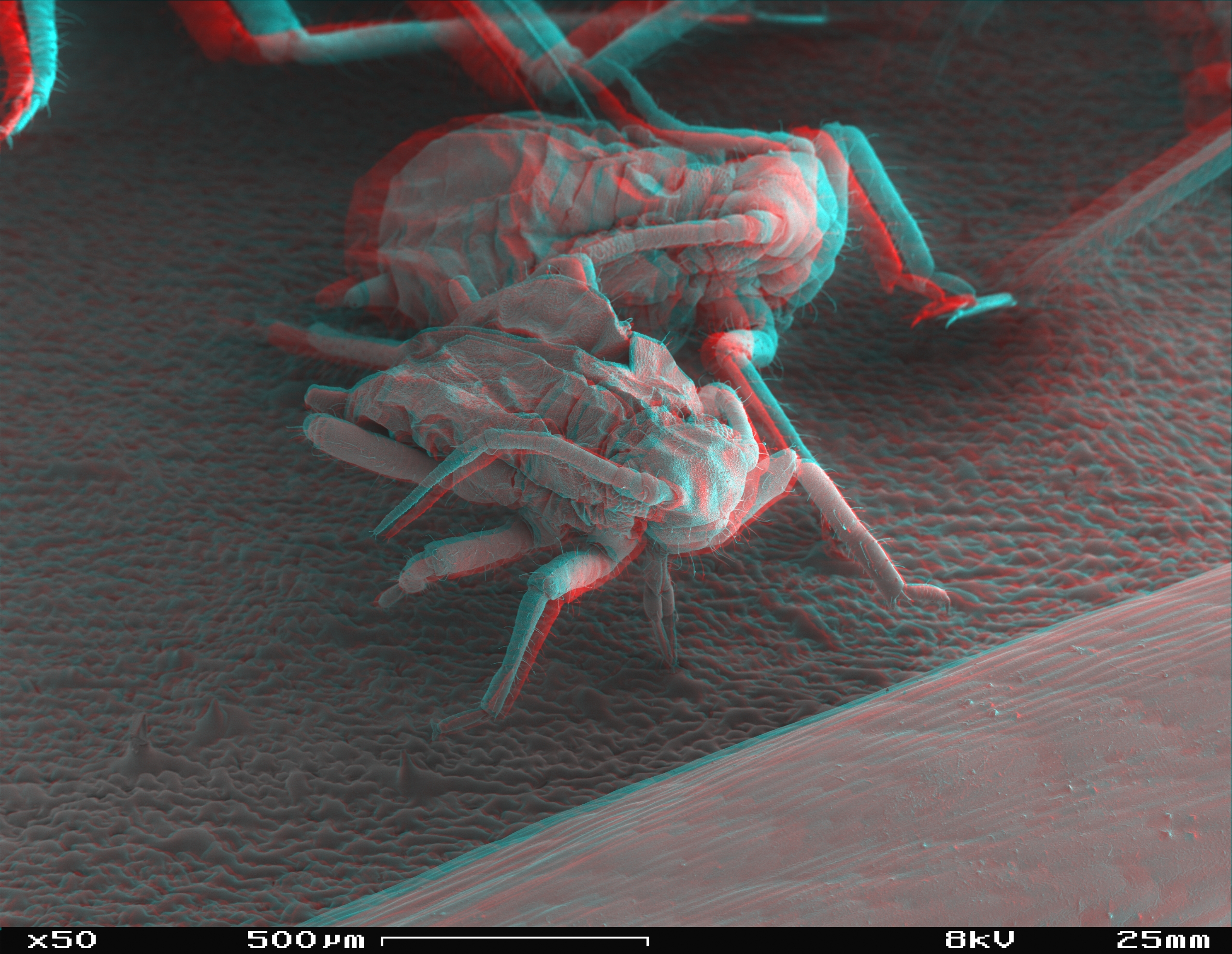
REM-Anaglyphen-Darstellung von Blattläusen auf einer Blattunterseite, Vergrößerung 50×

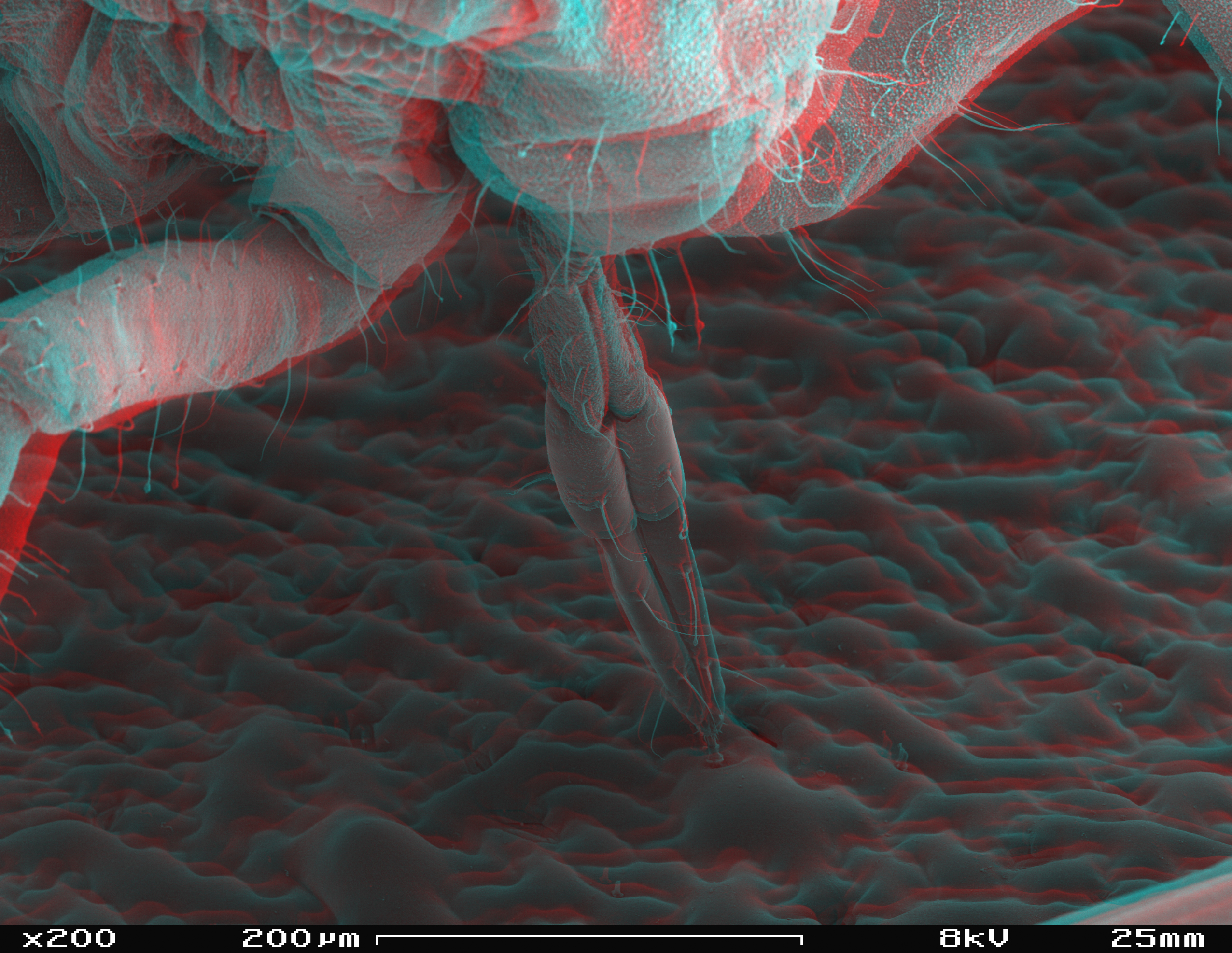
REM-Anaglyphen-Darstellung von Blattläusen auf einer Blattunterseite, Vergrößerung 200×

Die Produktion des geflügelten Nachwuchses kann auch durch einen Alarm-Duftstoff (Pheromon) ausgelöst werden, den die Blattläuse ausstoßen, wenn sie von Feinden wie beispielsweise Marienkäfern angegriffen werden. Der β-Farnesen genannte Alarm-Duftstoff bewirkt, dass in der Blattlauskolonie eine große Unruhe entsteht und alle Tiere sich deutlich mehr bewegen oder sich sogar vom Blatt fallen lassen. Diese gesteigerte Unruhe bewirkt nun wie bei einer Überpopulation die sofortige Erzeugung geflügelter Nachkommen.

## Schädlinge
Neben den immensen wirtschaftlichen Schäden, die Blattläuse in allen landwirtschaftlichen und gartenbaulichen Kulturen anrichten können, stellen sie auch für den Hobbygärtner ein erhebliches Problem dar. Ihre Saugtätigkeit an den Pflanzen führt zu Ertrags- und Qualitätsverlusten bis hin zu vollständigem Ernteausfall. Blattläuse sind zudem die wichtigsten tierischen Überträger von Pflanzenviren. Größer als die von  den Läusen direkt verursachten Schäden sind oftmals die von ihnen hervorgerufenen Viruserkrankungen der Pflanzen.
Daneben führen die klebrigen Ablagerungen durch den von den Läusen ausgeschiedenen Honigtau oft sekundär zur Ansiedelung von Schwärzepilzen, was auch ein ästhetisches Problem darstellen kann. Ameisen, Wespen, Honigbienen, andere Insekten und selbst einige Wirbeltiere nutzen den von den Blattläusen ausgeschiedenen Honigtau als Nahrungsquelle. Häufig leben Ameisen mit Blattläusen in Trophobiose. Sie unterstützen Blattläuse bei deren Verbreitung und schützen Läusekolonien vor Fressfeinden, um im Gegenzug den Honigtau zu verwerten.
Der Blattlausbefall beginnt meist unbemerkt, jedoch folgt unter optimalen Voraussetzungen für den Schädling eine explosionsartige Vermehrung. Befallen werden praktisch alle Pflanzenarten. Meist findet man die Läuse in beschatteten Bereichen auf Blattunterseiten und in der Nähe von Blüten- und Blattansätzen.
Bekämpft werden können Blattläuse durch:
- diverse Pflanzenschutzmittel
- natürliche Feinde – Blattläuse werden gefressen von: Marienkäfern und deren Larven, Schwebfliegenlarven, Florfliegenlarven (sog. Blattlauslöwen), Schlupfwespenlarven, Raupenfliegen, Raubwanzen, Laufkäfern, Weichkäfern, Spinnen und Vögeln. Sowohl Marienkäfer als auch Florfliegenlarven sind dabei so populär als Blattlausfresser, dass sie gezüchtet und als Larven oder Eier verkauft werden.
- Hausmittel: Als Hausmittel soll insbesondere das Besprühen mit Milch, seifigen Lösungen oder Brennnesselsud einen besonders schnellen und guten Erfolg erzielen.
- Biologen der Universität Haifa fanden heraus, dass der feuchte, warme Luftstrom eines bestimmten Kohlendioxidgehalts die Blattläuse zu einem "Massenabsprung" von den befallenen Pflanzen bewegt. Eine Strategie der Insekten, um sich vor herannahenden pflanzenfressenden Säugetieren zu retten.[5]
- Bei Rosenknospen erfolgt die schnellste und dauerhafteste Bekämpfung durch Entfernung von Hand über mehrere Tage hinweg.
- Mitunter wird auch noch Tabaksud als vermeintlich harmloses Hausmittel empfohlen. Wirkstoff ist hierbei allerdings das hochgiftige Nikotin, welches früher auch professionell als Pestizid eingesetzt wurde, was jedoch wegen der hohen Toxizität seit Jahrzehnten verboten ist.

Einige Arten der Baumläuse gelten nicht nur als Schädlinge, sondern sind als Erzeuger von Honigtau für die Imkerei sehr wichtig.

## Systematik
Blattläuse stellen eine sehr diverse Gruppe dar, die auch in Mitteleuropa durch eine Reihe von Taxa mit Familienrang vertreten ist:
- echte Blattläuse (Aphidoidea i. e. S.)
  - Röhrenblattläuse – Aphididae
    - Grüne Pfirsichblattlaus (Myzus persicae)
    - Schwarze Bohnenlaus (Aphis fabae)
    - Erbsenlaus (Acyrthosiphon pisum)
    - Große Rosenblattlaus (Macrosiphum rosae)
    - Johannisbeerblasenlaus (Cryptomyzus ribis)
    - Sitkalaus, Fichtenröhrenlaus (Elatobium abietinum = Liosomaphis abietina)

  - Hormaphididae
  - Baumläuse – Lachnidae
    - Buchenkrebs-Baumlaus (Schizodryobius pallipes)
    - Eichenrindenlaus (Lachnus roboris)
    - Kiefernrindenlaus (Cinara pini)

  - Blasenläuse – Pemphigidae
    - Spiralgallenlaus (Pemphigus spirothecae)
    - Salatwurzellaus (Pemphigus bursarius)

  - Mindaridae
  - Maskenläuse – Thelaxidae
  - Anoeciidae
  - Borstenläuse (vormals zusammen mit Zierläusen) – Drepanosiphidae
  - Zierläuse – Callaphididae
    - Buchenblatt(baum)laus (Phyllaphis fagi)

  - Phloemyzidae
- Adelgoidea
  - Adelgidae
    - Tannenläuse (Dreyfusia spp.)
    - Kiefernläuse (Pineus pini u. a.)
    - Grüne Fichtengallenlaus (Sacchiphantes viridis)
    - Gelbe Fichtengallenlaus (Sacchiphantes abietis)
    - Kleine Fichtengallenlaus (Adelges laricis)
    - Douglasienwolllaus (Gilletteella cooleyi)
- Phylloxeroidea
  - Zwergläuse – Phylloxeridae
    - Reblaus (Viteus vitifoliae)

## Fossile Belege

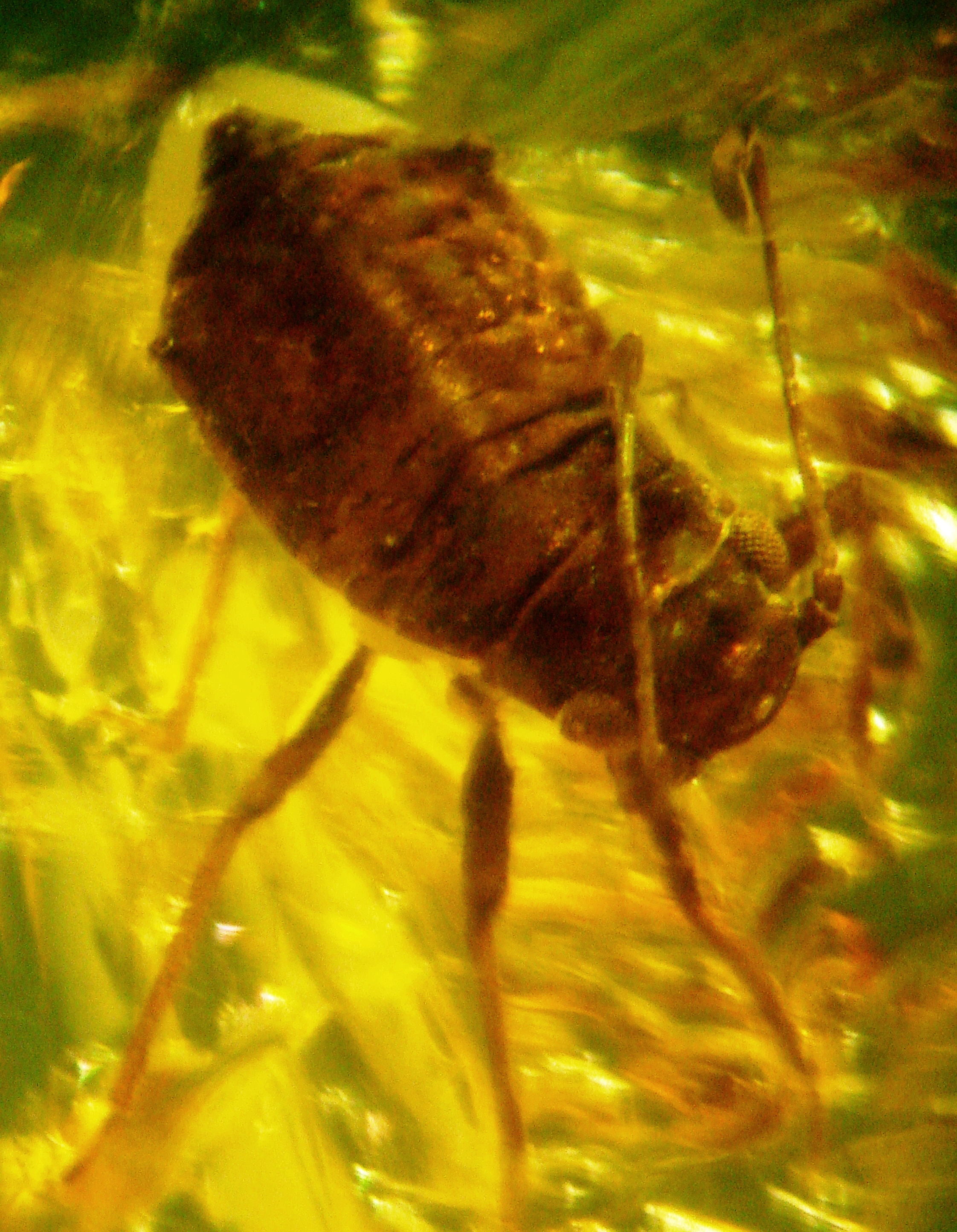
Blattlaus in baltischem Bernstein

Der älteste fossile Beleg einer Blattlaus, Triassoaphis cubitus, wurde auf einer triassischen Lagerstätte in Australien gefunden. Weitere Funde stammen aus oligozänen und pliozänen Lagerstätten von Nordamerika und dem Eozän, Oligozän und Miozän von Europa. In diesen Lagerstätten wurden mehrere hundert Arten gefunden. Darüber hinaus sind Vertreter zahlreicher Familien der Blattläuse als Inklusen in kreidezeitlichem und tertiärem Bernstein, insbesondere in Baltischem Bernstein, recht häufig erhalten. Von der in Baltischem Bernstein weitaus häufigsten Art, der Germaraphis dryoides, wurden seltsamerweise nur Larven und flügellose Imagines weiblicher Tiere gefunden. Der Fund von Blattläusen zusammen mit Iridomyrmex in einem Stück Baltischen Bernsteins nährte die Vermutung, dass zwischen Blattläusen und Ameisen bereits im Eozän eine symbiotische Beziehung bestand, wie sie in heutiger Zeit existiert. Da es sich bei den Blattläusen aber um Vertreter der ausgestorbenen Gattung Germaraphis handelt, deren nächste rezenten Verwandten nur Wachs und keinen Honigtau absondern, mithin von Ameisen nicht gemolken werden, fehlt der letzte Beweis für diese Symbiose.

## Volkskunde
Früher glaubte man, dass ein vermehrtes Auftreten von Blattläusen durch Regen, und zwar den sogenannten Neffenregen, verursacht wurde. Diese Theorie wurde spätestens Anfang des 18. Jahrhunderts widerlegt.